# Ewa Farna
Ewa Farna (née le 12 août 1993 à Třinec) est une chanteuse, mannequin et actrice polonaise originaire de République tchèque (elle appartient à la minorité polonaise de Tchéquie). Elle chante en tchèque et en polonais.
Au début octobre 2011, Ewa Farna devient l’ambassadrice de Monster High en Pologne. Elle sort un nouveau single Monster High faisant partie de la campagne publicitaire de Mattel. En collaboration avec la marque Monster High un clip est enregistré.

## Biographie
Farna est née le 12 août 1993 dans une famille polonaise vivant dans le village de Vendryně près de Třinec, en République tchèque. Elle a fréquenté une école primaire polonaise à Vendryně, une école d'art pendant cinq ans et un lycée polonais à Český Těšín. Elle a également fréquenté une école de danse et a appris à jouer du piano. Farna a d'abord attiré l'attention après avoir remporté des concours de talents locaux en République tchèque et en Pologne en 2004 et 2005. Après avoir été rencontrée par le producteur Lešek Wronka, elle a sorti son premier album Měls mě vůbec rád en 2006. Elle a ensuite reçu le prix Objev roku (« Révélation de l'année ») en 2006 pour l'enquête nationale sur la musique[Quoi ?] Český slavík (« rossignol tchèque »). Son deuxième album, Ticho, qui a culminé à la deuxième place en République tchèque, et sa première version de l'album polonais, intitulé Sam na sam, sont sortis en 2007. Après la tournée, Le concert DVD de Blíž ke hvězdám est devenu le DVD musical le plus vendu de 2008 en République tchèque. Début 2009, la version polonaise de son deuxième album est sortie sous le nom de Cicho. De plus, en 2010, Farna a été incluse dans un épisode de Hela w opalach.
Son album suivant, Virtuální, est sorti le 26 octobre 2009, et la tournée Buď Virtuální 2009-2010 a commencé le 3 novembre 2009 à Brno et s'est terminée à Prague le 6 décembre 2009. La tournée internationale a également couvert la Pologne et la Slovaquie. En 2010, l'album polonais de Farna EWAkuacja est sorti. L'album a remporté de nombreux prix dont le prix Viva comet 2011 pour le single et l'album entier. Les singles de EWAkuacja étaient EWAkuacja, Bez łez et, plus tard en 2011, Nie przegap. 2011 était le 18e anniversaire d'Ewa, un concert d'anniversaire a donc eu lieu, un en République tchèque, avec le DVD 18 Live, et un autre en Pologne avec un DVD Live – Niezapomniany koncert urodzinowy. En octobre 2013, la réapparition de Farna avec son album (W)Inna? a causé la confusion. Beaucoup ont considéré le titre comme une référence à l'accident de voiture de Farna en 2012. En 2014 le single tchèque Ewa Leporelo avec un clip vidéo, et la chanson Lešek sur son manager Leszek Wronka, est sorti.

### Accident de voiture
Le 22 mai 2012, Ewa Farna a eu un accident de voiture entre les villes de Třinec et Vendryně. Elle n'a eu que des égratignures mineures. Selon les alcootests, elle conduisait sous l'influence de l'alcool, avec un taux d'alcool dans le sang inférieur à 1[Quoi ?]. Elle avait fêté la fin du baccalauréat la veille et s'était endormie au volant. Elle a blâmé cela pour la fatigue causée par une séance d'entraînement pendant une semaine avant l'examen.

## Vie privée

### Nationalité

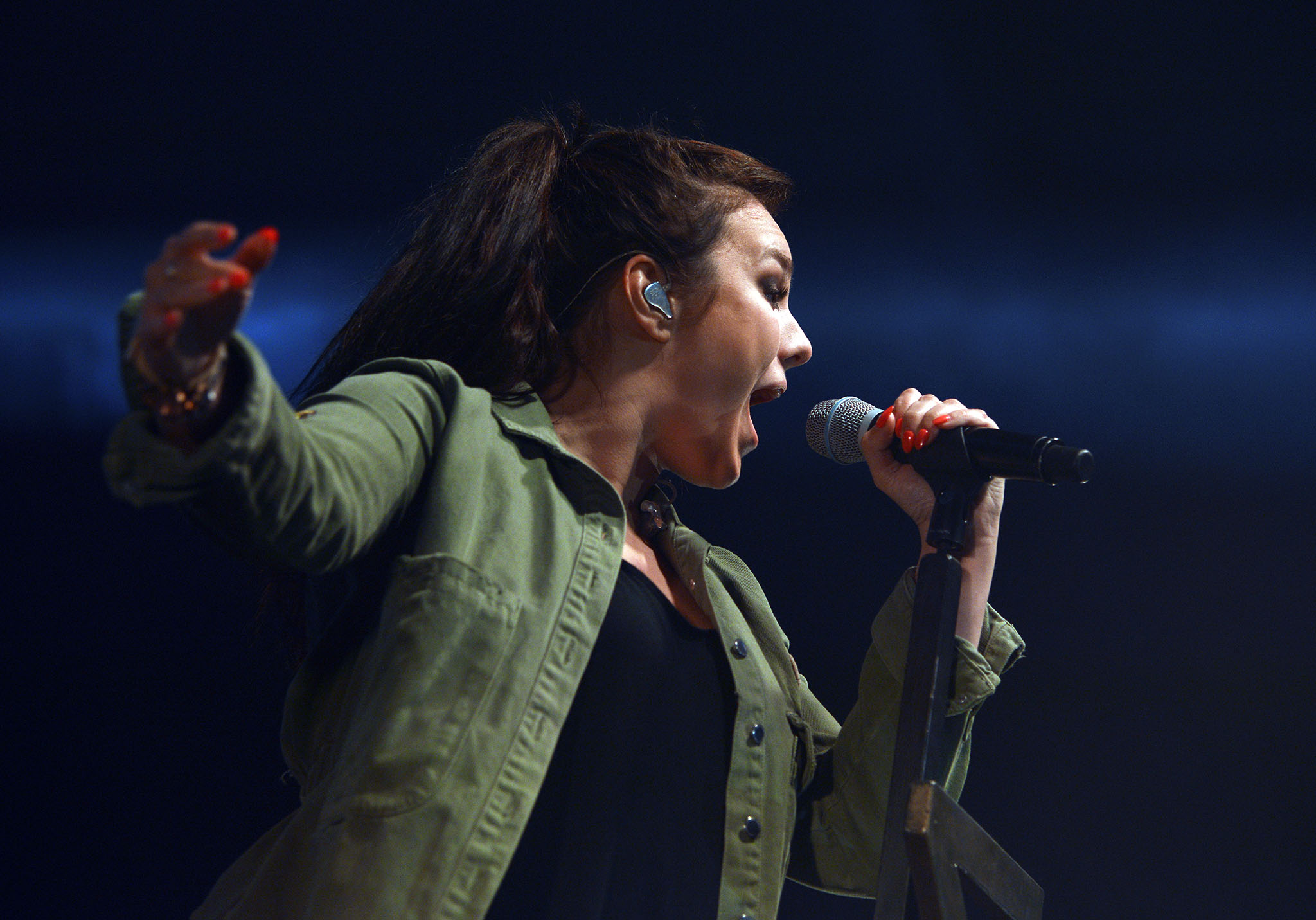
La chanteuse polono-tchèque Ewa Farna lors d'un concert à Bielsko-Biala, Pologne, 2017

Ewa Farna est issue d'une famille polonaise patriotique du village de Vendryně (polonais; Wędrynia) dans la région de Zaolzie. Son père Tadeusz est musicien dans des groupes folkloriques régionaux polonais. Farna a la double nationalité polono-tchèque bien qu'elle ait déclaré à plusieurs reprises qu'elle se sentait « comme une fière Polonaise ».  Elle fait campagne énergiquement pour les droits de la minorité polonaise en République tchèque, coopérant souvent avec le Congrès des Polonais en République tchèque.

## Discographie
- Albums en tchèque :
  - Měls mě vůbec rád (2006)
  - Ticho (2007)
  - Blíž ke hvězdám (2008)
  - Virtuální (2009)
  - Leporelo (2014)
- Albums en polonais :
  - Sam na sam (2007)
  - Cicho (2009)
  - EWAkuacja (2010)
  - (W)inna? (2013)